# 細木数子の緊急大予言
『細木数子の緊急大予言』（ほそきかずこのきんきゅうだいよげん）は、テレビ朝日系で2006年から不定期で放送していたシリーズ特別番組。

## 番組開始への背景
- これまでテレビ朝日の元日夕方6時の特番は1995年～1999年の5回ウッチャンナンチャン司会を務めたスポーツ特番（1997年からは「炎のチャレンジャー」メインの特番に方針変え）、2000年～2005年の6回は音楽特番（2000年に「ミュージックステーション」の特番、2001年以降は藤井隆をメイン司会とした特番）など様々な特番を放送してきたが、いずれも視聴率が1桁となっていた。そこでテレビ朝日はこれまで放送してきた元日夕方6時の特番を方針変えし、前年「愛のエプロン」で同系列では久々の出演となった細木数子(過去には「ニッポン大予想」にも出演していた)に白羽の矢を立て、初めてテレビ朝日が細木数子メインの特番を形になったと言われている。(以降「#第1回放送以後」面)

## 放送回数・タイトル
★司会者

### 第1回：細木数子が緊急大予言・アナタの将来を幸せにするSP

#### 放送日・時間
- 2006年1月1日（日曜日） - 18：00~20：54(JST)

#### 主な出演者
2006年予言
- 和田アキ子
- 古舘伊知郎

開運パーティー
- 船越英一郎
- 伊集院光
- 堀江貴文
- 東貴博★
- 永井大
- 池谷幸雄
- つぶやきシロー
- ユンソナ★
- 山崎裕太
- 内田朝陽
- 堀越のり
- 浜口順子
- 吉田たかよし
- あびる優
- 工藤兄弟
- クワバタオハラ
- 号泣
- ザ・たっち
- 名引友利恵（緑友利恵に改名）
- 野原しんのすけ(着ぐるみ)
- 桜田ネネ（着ぐるみ）

#### 主なコーナー
- 六星占術で占う2006年大予言
- 開運パーティー
- お正月子ども相談部屋
- 体操天才キッズ・悩み相談室
- 犬のサーカスだワン!

### 第2回：細木数子の緊急大予言・幸せを呼ぶ秘密の法則教えます!!

#### 放送日・時間
- 2006年4月9日（日曜日） - 18：56~20：54(JST)

#### 主な出演者
- 加藤茶
- 志村けん
- 勝俣州和
- 井森美幸
- 平山あや
- 若槻千夏
- あびる優
- 福井未菜
- ゆりん
- 福下恵美
- 平塚奈菜
- ×-GUN
- 渡辺宜嗣（テレビ朝日アナウンサー）★

#### 主なコーナー
- 細木数子の璞しいで読むニュース
- 細木&加藤&志村がコントに初挑戦
- テレ朝新入社員に喝・「細木流」社会人の心得!!

### 第3回：細木数子の緊急大予言III・幸せ家族の秘密の法則!教えます

#### 放送日・時間
- 2006年6月17日（土曜日） - 19：00~20：54（「ドスペ!」枠）(JST)

#### 主な出演者
- 加藤茶
- 雨上がり決死隊★
- 鈴木宗男・貴子
- 朝青龍・タミル
- 松山千春（VTRのみ）
- 佐々木主浩・榎本加奈子

### 第4回：細木数子の緊急大予言IV～夏が来た!幸せになる方法教えますSP～

#### 放送日・時間
- 2006年8月19日（土曜日） - 19：00~20：54（「ドスペ!」枠）(JST)

#### 主な出演者
- 加藤茶
- 神田川俊郎
- 勝俣州和
- 魔裟斗
- 若槻千夏
- 細山貴嶺
- 丁半コロコロ
- 野原しんのすけ(オープニングの盆踊りのみ)
- 桜田ネネ（オープニングの盆踊りのみ）

渋谷デート
- オリエンタルラジオ

NEWSコーナー
- 武田鉄矢
- 武部勤（自由民主党幹事長）
- 富川悠太（テレビ朝日アナウンサー）
- 土田晃之
- アンジャッシュ

### 第5回・細木数子の緊急大予言いじめ自殺やめなさい悩める子供…親…教師を救えSP!!
2006年12月29日(金曜日)21:00 - 23:10（JST）
視聴率14.8%（ビデオリサーチ関東地区調べ）

#### 主な出演者
- 小池栄子★
- 土田晃之
- 古舘伊知郎
- 丸川珠代(テレビ朝日アナウンサー)
- ナレーター:萩野志保子

### 第6弾・細木数子vs日本の歴史これがホントの話よ!!緊急大予言VI
2007年1月6日18:30 - 20:54(JST、ドスペ!枠)
日本の歴史と出来事を紐解く。織田信長ら戦国武将の謎を細木が解説。白虎隊特集も。
視聴率14.2%（ビデオリサーチ関東地区調べ）

#### 主な出演者
- 田村淳（ロンドンブーツ1号2号）★
- 田村亮（ロンドンブーツ1号2号）
- 前田有紀 (アナウンサー)（ナレーターも担当）
- 高橋英樹
- 山下智久 (NEWS)
- インパルス（板倉俊之、堤下敦）

### 第7弾・細木数子のこれがホントの話よ!春の六星占術祭
2007年4月16日19:00-20:54(JST、旧月バラ!枠)
視聴率12.1%（ビデオリサーチ関東地区調べ）
- 芸能人50人を鑑定、六星占術を基に悩みや社会的問題の疑問に解答。子供を集めての歴史検証は聖徳太子特集。紙幣肖像使用理由や仏教伝来の謎を解説。
- 細木流 厄落とし（まちゃまちゃの質問より） - 厄年になった人が500円玉を紙でねじって包み、朝に四つ角の路地に落とす。500円玉が拾われた場合は厄落とし成功だが、拾われなかった場合は厄を1年間受ける、と細木は言う。

#### 主な出演者
- 田村淳（ロンドンブーツ1号2号）★
- 小池栄子★
- 細木ファミリー
  - 加藤茶
  - 島田洋七
  - 佐々木主浩

相談ゲスト
- 田村亮（ロンドンブーツ1号2号）
- インパルス
- ダチョウ倶楽部
- スピードワゴン
- 丁半コロコロ
- ビックスモールン

| - 相沢真紀 - 芹沢あい - あびる優 - 今井藍 - 井森美幸 - 大島直也 - 尾田あさみ - 大村明日香 - 清宮佑美 - 桜井まり | - 小由里 - 庄子知美 - 庄司祐子 - 清水華子 - 田代さやか - 中村真弓 - 野々村真 - 博多華丸・大吉 - 原口あきまさ - 平塚奈菜 | - 福井仁美 - 福之上真友 - 星野昇小 - 細川茂樹 - 前田健 - まちゃまちゃ - 緑友利恵 - 諸星和己 - 安田美香 - 山口百恵 |
| - 松本美佳里 - 山本早織                                                                                         | | |

## スタッフ
- 構成 - そーたに、山名宏和、鶴芳郎、内田ぼちぼち、石原淳一郎 ／ 岩瀬理恵子
- TD - 二瓶友美、福元昭彦（テレビ朝日）
- カメラ - 山内克彦、加藤英明（テレビ朝日）
- 音声 - 新井八月（テレビ朝日）
- 照明 - 江頭儀浩、桜井篤
- VE - 山田由香
- 美術プロデューサー - 吉木崇
- 美術デザイン - 小川由紀夫、加藤由紀子 ／ 宇家譲二（テレビ朝日）
- CG - 加藤朱美
- イラスト - 安居院一展
- EED - 細川孝幸
- MA - 岡崎博之
- 音効 - 石崎野乃
- TK - 多田羅英子
- 技術協力 - テイクシステムズ、麻布プラザ、J-WORKS
- 美術協力 - テレビ朝日クリエイト
- 編成 - 小野仁（テレビ朝日）
- 宣伝 - 曲尾有香（テレビ朝日）
- AP - 近田雅美　本井雅美
- AD -　浅井裕太郎
- ディレクター - 風見昌弘（WINSWIN）、岡村勝久（フルスペック）、荻野達也、中田三浩、水野英明、野上貢 ／ 渡辺恭三
- 演出 - 松本能幸（テレビ朝日）、香川春太郎
- 編成プロデューサー - 吉川昌克（テレビ朝日）
- アソシエイトプロデューサー - 西尾聖（ホリプロ）
- プロデューサー - 三瓶慶介（ホリプロ）、野津静花／ 岡田聖
- チーフプロデューサー - 山本隆司（テレビ朝日）
- 企画協力 - 細木数子事務所
- 制作協力 - D組-PROJECT
- 制作著作 - テレビ朝日、ホリプロ

## 第1回放送以後
2006年1月1日の第1回は16.8%の高視聴率を獲得、また後番組の「相棒」も16.1%の高視聴率を記録し、開局以来初めて元日夜トップを獲得した。
その後、スタッフは手ごたえを感じ、年数回特番を行い、週一のレギュラー放送を考えていたらしい。また翌年以後の元日特番も細木をメインに起用しようと考えた。しかし、この回に出演した堀江貴文氏が逮捕する事態となり、系列外ネット局の遅れ放送や再放送が不可能になってしまった。
2006年秋の改編で本来は「旅の香り」に代わり日曜夜7時台にレギュラー化が予定されていたがこの枠に「グランプリファイナル」などのスポーツ中継などの特番の休止が乱発することと細木氏が大殺界に入っていることにより延期となった。
テレビ朝日と細木側は今後番組を不定期特番として放送していく様に調整した結果、2006年12月29日の21:00-23:10（JST、通常版）と2007年1月6日6:30-8:54(JST、日本の歴史特集)に年末年始特別番組として放送されることとなった。
第4回に、モーニング娘。が出演する予定だったが細木の暴言により取り下げられた。その後、アップフロントプロモーション（旧：アップフロントエージェンシー）所属歌手は松浦亜弥などを含め「ミュージックステーション」に2007年以降出演禁止となり、バラエティ番組（主に矢口真里・保田圭・里田まいのみ）に出演する程度となった。
2007年は既に細木は春に2回、テレビ朝日の番組に出演した（もう一方は「愛のエプロン」）が、視聴率も12％と芳しくなく、この年の夏以降、細木のテレビ朝日での特番が無くなり、2008年3月に細木のテレビ出演を自粛し完全に特番は消滅。レギュラー化も白紙、のちに細木の死去により幕を閉じることになった。